# Lepreo
Lepreo (greacă Λέπρεο) este un oraș în Grecia în prefectura Elida.